# Das Verrätertor (Film)
Das Verrätertor (Originaltitel: Traitor’s Gate) ist ein Kriminalfilm aus dem Jahr 1964. Die Produktion aus der Reihe der deutschen Edgar-Wallace-Filme entstand unter der Regie von Freddie Francis.

## Handlung
Der wohlhabende Londoner Geschäftsmann Trayne hat einen raffinierten Plan ausgearbeitet, um die berühmten Kronjuwelen aus dem Tower zu rauben. Er organisiert den Ausbruch des Sträflings Graham, der dem Tower-Wächter Dick Lee-Carnaby verblüffend ähnlich sieht. Traynes Sekretärin Hope, mit Carnaby befreundet, ahnt nichts von dem teuflischen Plan, soll aber unfreiwillige Helferin bei der Durchführung des Raubes werden. Das Vorhaben scheint einwandfrei und lückenlos vorbereitet, aber Trayne hat nicht mit den Intrigen seiner Komplizin Dinah Pawling und mit dem Erscheinen eines trotteligen Touristen gerechnet. Dieser sieht, wie Hope von Bandenmitgliedern weggebracht wird. Daraufhin nimmt man ihn ebenfalls gefangen. Der Raub klappt zunächst genau nach Plan: Man zwingt Hope, ihren Freund Dick aus dem Tower zu locken, worauf dieser überwältigt wird. Mühelos werden daraufhin die Juwelen erbeutet. Da erfährt Graham von Dinah, dass Trayne ihn betrügen will. Graham schlägt Trayne nieder und flieht mit Dinah und den Juwelen. An Bord des Fluchtschiffs wird Graham versehentlich von Dinah getötet. Hope hat inzwischen die Polizei verständigt. Diese findet Trayne und erfährt von ihm, dass sich auf dem Schiff eine Zeitbombe befindet. Kurz bevor das Schiff explodiert, können die Juwelen gerettet werden.

## Produktion
- Der Name des Films, wie auch der Originaltitel, beziehen sich auf das Traitor's Gate, einem Zugang zumeist für Gefangene des Towers, welche fast ausschließlich durch dieses Tor hineingeführt wurden. Weil im Tower zumeist Gefangene in Staatsangelegenheiten saßen, erlangte dieses Tor in den Jahrhunderten seiner Existenz den Namen Traitor’s Gate (Tor der Verräter).
- Die Rialto Film plante bereits ab 1961 eine Verfilmung des Romans „Das Verrätertor“ von Edgar Wallace. Hanns Wiedmann schrieb zunächst ein gleichnamiges Drehbuch, das im Herbst 1961 von Basil Dawson ins Englische übersetzt, später jedoch von Harald G. Petersson überarbeitet wurde und den Titel des Edgar-Wallace-Romans „Der leuchtende Schlüssel“ erhielt. Nachdem Rialto Film Anfang 1964 einen britischen Koproduzenten gefunden hatte, fertigte Jimmy Sangster, Hausautor der britischen Hammer Film Productions, unter dem Pseudonym John Sanson das endgültige Drehbuch auf Grundlage von Dawsons Übersetzung der ersten Drehbuchfassung.
- Als Regisseur war zunächst Paul Martin vorgesehen. In verschiedenen Vorankündigungen wurden unter anderem die Darsteller Joachim Fuchsberger, Heinz Drache, Karin Dor, Hans Clarin, Siegfried Lowitz, Siegfried Schürenberg, Elisabeth Flickenschildt genannt.
- Gary Raymond hatte in seiner strapaziösen Doppelrolle Schwierigkeiten, sie zu spielen. Deshalb wurde Raymond an manchen Stellen von seinem Bruder, einem Londoner Metzger, gedoubelt.
- Die Innenaufnahmen wurde in den Twickenham-Studios im Londoner Stadtbezirk Richmond upon Thames gedreht. Die Außenaufnahmen entstanden in London unter anderem im Tower. Die Dreharbeiten dauerten vom 18. August bis 21. September 1964.
- Der Kinostart war der 18. Dezember 1964.
- Nach Kürzung der Striptease-Szene und des Mordes an Graham (Gary Raymond) wurde der Film von der FSK ab 12 Jahren freigegeben. Im Fernsehen lief der Film zunächst in einer noch kürzeren Fassung. Der im Original farbige Vorspann wurde in Schwarzweiß ausgestrahlt. Inzwischen wurde der Film in Originallänge mit Farbvorspann veröffentlicht und ist als Einzel-DVD ab 12 Jahren, jedoch in der Edgar-Wallace-Edition 5 wegen Zusatzmaterial ab 16 Jahren freigegeben.
- Der Film gilt als einer der wenigen Misserfolge der Edgar-Wallace-Serie.

## Synchronisation
| Rolle            | Schauspieler         | Sprecher          |
| ---------------- | -------------------- | ----------------- |
| Hope             | Catherina von Schell | Maria Körber      |
| Graham/Dick      | Gary Raymond         | Michael Chevalier |
| Matrose          | Harry Baird          | Joachim Nottke    |
| Inspektor Addams | Edward Underdown     | Arnold Marquis    |
| Lloyd            | Tim Barratt          | Dietrich Frauboes |
| Addams           | Edward Underdown     | Arnold Marquis    |
| Trayne           | Albert Lieven        | Albert Lieven     |
| Dinah            | Margot Trooger       | Margot Trooger    |
| Kane             | Klaus Kinski         | Klaus Kinski      |
| Hector           | Eddi Arent           | Eddi Arent        |

## Kritiken
„Nach „Topkapi“-Muster wurde der Tower als Schauplatz aufgezogen, das Ganze mit richtig dosierter Übersichtlichkeit entwickelt und von sicheren Kräften und skurrilen Chargen realisiert; es ist – eigenwillig musik. untermalt, technische befriedigend – allgemein ganz spannend.“

„Ein Krimi zum Lächeln und Gruseln gleicherweise, denn mit Morden geht man nicht sparsam um. Spannend aufgezogen und raffiniert fotografiert.“

„Rififi an der Themse: […] Interessant in der Doppelhauptrolle: Gary Raymond. Ein Wallace-Streifen, in dem Eddi Arent wieder für Lachen und Entspannung sorgt.“

„Dieser deutsch-englische Edgar-Wallace-Film ist ein mit ungewöhnlichem Aufwand in Szene gesetzter Staatsstreich einer Londoner Gangsterbande. Krimispezialist Freddie Francis läßt sich dabei nicht lumpen. Seine Regie verbindet wirksam die historische Atmosphäre des Towers mit modernster Verbrechertechnik.“

„Matt verfilmter Edgar-Wallace-Roman, den man sich im Hinblick auf bessere Erzeugnisse des Genres getrost schenken kann.“

„Nostalgiefilm für London-Fans.“

„Edgar-Wallace-Knüller, Krimi-Vergnügen pur.“

„In der Spannung weitgehend flach, gefertigt nach stereotypen Mustern der Edgar-Wallace-Serie.“